# 광릉초등학교
광릉초등학교는 대한민국 경기도 남양주시에 있는 공립 초등학교이다.

## 학교 연혁
- 1944년 3월 7일 : 장현국민학교 부평분교장 인가
- 1950년 3월 7일 : 부평국민학교 승격인가
- 1966년 3월 7일 : 광능국민학교로 개칭
- 1987년 7월 1일 : 광릉국민학교로 개칭
- 1998년 3월 1일 : 광릉초등학교로 개칭

## 참고 자료
- 광릉초등학교 - 한국교육학술정보원 학교알리미